# Konzul (nemzetközi jog)

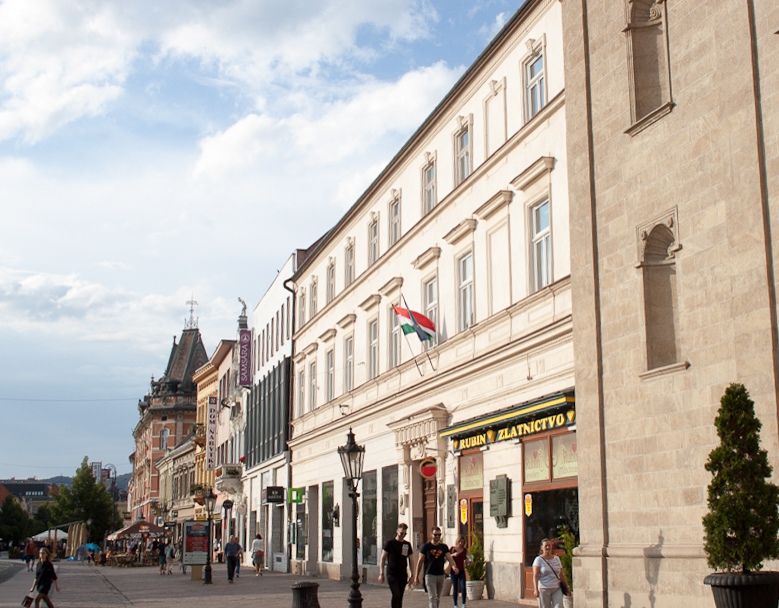
Magyarország főkonzulátusa Kassán, a Fő utcán

A konzul állami képviselő, akinek feladata a saját állampolgárok érdekvédelme, jogi képviselete külföldön. Az eredetileg a kereskedelemmel, hajózással kapcsolatos jogviták rendezésére irányuló érdekvédelmi, jogvédő, jogi képviseleti feladatok bővültek a modern korban olyan hatósági tevékenységekkel, mint az anyakönyvezés, útlevél-igazgatás vagy állampolgársági ügyintézés.
A konzuli tevékenység általában szorosan összefügg a diplomáciai tevékenységgel, de azzal nem azonos. A konzulok mentességei és kiváltságai hagyományosan szűkebbek voltak a diplomatákénál, általában csak a hivatali tevékenységükre korlátozódtak. A 20. század második felében azonban elterjedt az a gyakorlat, hogy a konzuli munkát is a diplomáciai képviseletek tagjai végzik. Ezért a modern konzuloknak már túlnyomórészt diplomáciai rangjuk is van.
A konzuli kapcsolatok nemzetközi jogi szabályozása az 1963. április 24-én elfogadott bécsi konzuli egyezmény révén történt meg. Ehhez hazánk 1987-ben csatlakozott.

## Története

### Ókori előzmények
A konzuli jellegű tevékenység első történelmi emlékei az ókori görög világból maradtak fenn. A külföldre utazó, illetve ott megtelepült görög kereskedők megbízottja volt a prostates, aki a görög kereskedők és a helyi hivatalos szervek közötti jogi és más vitákban vállalt közvetítő szerepet. Hérodotosz írt az egyiptomi Naukratiszban élő görög telepesek által az i. e. 5. században a maguk soraiból választott prostatesről, aki a görög jog alapján döntött jogvitáikban. Az ókori Indiából is fennmaradtak adatok hasonló tevékenységről, amikor az egyes népek körében élő idegenek ügyeiben külön bírák jártak el.
A konzuli kapcsolatok ősi formája a görög poliszokban létrejött proxenia intézménye. A proxenosz általában köztiszteletben álló polgár volt, aki saját városában egy idegen polisz polgárainak érdekeit képviselte, ezzel szerepe nagyon hasonlított a modern korok tiszteletbeli konzuljaihoz. A proxenosz megbízását az idegen várostól, vagy a saját városától is kaphatta. Ő járt el a védelme alá tartozó idegen polgárok bírósági és más hivatalos ügyeiben. Békéltető bíró is lehetett a városok közötti vitákban. Xenophón írja, hogy Kalliász athéni polgárt, aki Spárta proxenosza volt Athénben, Athén többször küldte követségbe Spártába.
Rómában i. e. 242-ben hozták létre a praetor peregrinus intézményét a mai konzuli tevékenységhez hasonló feladatok ellátásra. Az ő feladata lett az idegenek és a római polgárok közötti jogviták eldöntése. Ezekben a vitákban nem a merev római jogszabályokat követte, hanem a rugalmasabb, a római felfogás szerint minden emberre, azaz az idegenekre is általánosságban kötelező ius gentium szerint járt el.

### Az intézmény fejlődése a középkorban
A Bizánci Birodalom fővárosa, Konstantinápoly a Nyugatrómai Birodalom bukása után a földközi-tengeri kereskedelem gócpontjává vált. Az ott letelepedett külföldi kereskedők, például Velence, Amalfi, Génua, Pisa, Montpellier, Narbonne polgárai virágzó kolóniákat hoztak létre a nagyvárosban, amelyek saját magukat igazgathatták. A 12. századtól van adat arra, hogy saját bíráikat konzulnak nevezték. 945-ben a Kijevi Rusz és a Bizánci Birodalom közötti szerződésben szó esik az orosz kereskedők közötti viták rendezésével foglalkozó orosz tisztviselőkről.
Hasonló olasz és francia telepek és konzuljaik működtek Marokkóban, Bejrútban és a keresztes háborúk nyomán a Szentföld egyes városaiban. Az európai konzuli jellegű intézményekhez hasonlóak működtek a 8. században Kínában, a 9. században Indiában és egyes arab államokban is.
A 13–14. században a konzuli intézmény alkalmazása tovább terjedt, eleinte a Mediterráneumban, majd a nyugati és észak-európai tengerek kikötővárosaiban is. Velencének a 13. században több mint 30 városban volt konzulja. A konzuloknak fontos szerepük volt a tengeri kereskedelemben felmerülő jogviták kapcsán. Feladataikat helyenként törvénykönyvekbe foglalták, mint az amalfi kódex (Tabula Amalphitanae), az oléroni törvénykönyv, valamint a 14. századi barcelonai Consolato del Mare.
A konstantinápolyi kereskedelmi telepek a török hódítás után nem csak fennmaradtak, hanem elérték jogi helyzetük megerősítését is a török portától kieszközölt úgynevezett kapitulációs szerződések révén. Ezek a jogszabályok lehetővé tették a telepesek vonatkozásában a saját joguk alkalmazását és a saját konzuljaik kezébe adták az igazságszolgáltatást mind büntető, mind közigazgatási és rendőri ügyekben. A Genovai Köztársaság és a Velencei Köztársaság után 1535-ben Franciaország is szerzett ilyen kapitulációs jogokat.

### Újkor
Az újkori Európában az erősödő államok saját szuverenitásuk csorbítását látták a konzulok ilyen tevékenységében. A megoldás a kölcsönös megállapodásokban rejlett, megindult a kétoldalú konzuli megállapodások folyamata. Az első ilyen szerződés Franciaország és Spanyolország között jött létre 1796-ban, amit aztán sok-sok hasonló kétoldalú szerződés követett.
A korabeli fejlett európai államok azonban a kapitulációs szerződések gyakorlatát sokáig fenntartották az elmaradottabb, félgyarmati országokkal szemben, és ilyen egyenlőtlen szerződések révén állampolgáraiknak és konzuljaiknak területenkívüliségi jogokat biztosítottak Kínában, Törökországban, Iránban, Egyiptomban, de még a Balkán-félszigeten Szerbiában. Bulgáriában és Romániában is. Ezektől a megalázó szerződésektől aztán Szerbiának. Bulgáriának. Romániának és Japánnak sikerült is hamarosan megszabadulni, de Törökország az első világháború előtt hiába követelte a kapitulációs jogok feladását.
Az 1917-es októberi orosz forradalom után azonban a szovjet állam eltörölte a cári Oroszország korábbi egyenlőtlen szerződéseit a gyengébb országokkal, és emiatt a rendszer fokozatosan tarthatatlanná vált a többi nagyhatalom számára is, de végleg csak a második világháború után szűnt meg mindenhol.

## A konzuli intézmény Magyarországon
A középkori Magyarország nem volt tengeri hatalom, nem voltak külföldi kereskedő telepei, és magyar konzuli tevékenységről sem maradtak fenn adatok ebből a korból. A Habsburgok idején Magyarország külügyei osztrák kézben voltak, külföldi konzulok sem működtek az országban Fiumét kivéve.
A kiegyezés után a külügyek a közös külügyminiszter kezébe kerültek. Az 1867. évi XVI. törvénycikk 9. cikke szerint:

„Az összes consulátusi ügyet a közös külügyminisztert vezérli. Konzulátusok felállításánál és a konzulátusok számára kereskedelmi ügyekben adandó utasításoknál a külügyí miniszter a két külkereskedelmi miniszterrel egyetértőleg fog eljárni. Egyébiránt a két kereskedelmi miniszter mindegyikének joga van, valahányszor szükségesnek látja, a konzulátusokkal egyenes levelezésbe bocsátkozni, s ezek kötelesek kereskedelmi ügyekben készséggel megadni a kellő felvilágosítást. A konzulátusok időszaki kereskedelmi jelentései a külügyminiszter által mind a két kereskedelmi miniszterrel közlendők.”

A dualizmus korszakában Budapesten is számos külföldi konzuli hivatal működött, amelyek bizonyos fokig a diplomáciai feladatok ellátására jöttek létre, mivel követségek csak Bécsben működhettek. Főkonzulátust hozott létre a magyar fővárosban Brazília, Franciaország, Oroszország, Olaszország, Anglia, és az Amerikai Egyesült Államok is.
Az Osztrák–Magyar Monarchiának sok országban voltak kapitulációs jogai, így Törökországban, Egyiptomban, Bulgáriában, Szerbiában, Bosznia-Hercegovinában, Marokkóban, Perzsiában, Sziámban, Japánban, Kínában, Zanzibárban, Koreában és Tuniszban.
1918. december 15-én, az önálló Magyarország megalakulása után, megjelent 1918. évi 5. néptörvény rendelkezett az önálló magyar külügyi igazgatásról, ezen belül a magyar konzuli hivatalokról. A 6. § szerint:

„A magyar konzuli hivatalok külföldi kerületükben főleg a hazai közgazdaság érdekeit szolgálják és ezen, valamint egyéb teendőiket azon utasítások szerint látják el, amelyeket a magyar külügyminiszter vagy a felettes magyar diplomáciai képviselet utján nyernek. ...A magyar konzuli hivatalok vagy valóságosak, vagy tiszteletbeliek. Valóságos konzuli hivatal az, amelynek vezetője hivatásos konzuli tisztviselő. Tiszteletbeli konzuli hivatal az, amelynek vezetésére tiszteletbeli konzuli közeg nyert megbízást.”

### 1949–1989
A Magyar Népköztársaság kikiáltása után az 1950. évi 8. tvr. megszüntette a tiszteletbeli konzuli intézményt, Magyarország ettől kezdve nem nevezett ki és nem fogadott ilyen tisztségviselőt. Ezt a tisztséget az azt alkalmazó országokban ugyanis általában vagyonos, független polgárok töltik be, így ez a gyakorlat ellentétes volt a szocialista társadalmi rendszer elveivel. A konzuli teendőket a diplomáciai képviseletek (azok konzuli osztályai) látták el. Önálló főkonzulátust is működtetett Magyarország az akkori csehszlovákiai Pozsonyban, valamint Isztambulban, de ezek is a megfelelő fővárosokban lévő magyar nagykövetségek felügyelete alatt tevékenykedtek, diplomáciai státuszban. Ez a távolságtartás az 1960-as évektől fokozatosan enyhült, és sorra nyíltak a konzulátusok, főkonzulátusok: Sydney (1967), Bogotá (1968, majd 1976-tól nagykövetségi rangra emelték), Kijev (1969), Nyugat-Berlin (1973), New York (1974), San Marino (1975), Leningrád (1977) Montréal (1982), Kolozsvár (1976, 1988-ban a román hatóságok bezáratták és csak 1997-ben nyithattuk meg újra), São Paulo (1988), Ho Si Minh-város (1988), Santiago de Chile (1989), Sanghaj (1989).
Megváltozott a magyar konzuli képviseletek feladatköre is, mivel az állami külkereskedelmi monopólium folyományaként annak következtében, hogy a szocialista társadalmi rendszerben a külkereskedelmi monopólium folyományaképpen kereskedelmi képviseleteket létesítettek, amelyek átvették a régebbi konzulátusok ilyen jellegű, a kereskedelmet támogató feladatait.

### A rendszerváltás után
A rendszerváltás után jelentősen kibővült a magyar konzuli hálózat, elsősorban a környező országok magyarlakta területein, illetve a jelentős magyar származású lakossággal rendelkező országok egyes városaiban. Fennmaradt viszont az a gyakorlat, hogy a konzulátusok az ottani magyar nagykövetség alárendeltségében, diplomáciai státuszban végezték konzuli munkájukat.

## A konzuli szervezet
A konzuli szervezet minden országban a külügyminisztérium, azon belül a konzuli osztály irányítása alatt áll, de ezen túl a szervezés részletkérdéseiben nagyok a nemzeti különbségek. A 20. század második felétől markánsan érvényesül a diplomáciai és a konzuli szolgálatok összefonódásának tendenciája. A fővárosokban általában nincsenek külön konzulátusok, hanem a nagykövetségek konzuli osztályai, azok diplomáciai rangokkal rendelkező képviselői végzik a konzuli munkát. A külügyi szolgálatokban a szokásos rotáció során ugyanazok a személyek felváltva kerülhetnek konzuli és diplomáciai beosztásba. Ezt a gyakorlatot rögzítette már a diplomáciai képviseletekre vonatkozó 1961. évi április 15-én kelt bécsi szerződés 3. cikkének 2. bekezdése. amely szerint: „e szerződés egyik rendelkezése sem értelmezhető olyképpen. hogy a diplomáciai képviselet nem fejthet ki konzuli tevékenységet”. A konzuli kapcsolatokra vonatkozó bécsi szerződés is megerősíti ezt a gyakorlatot.

## A konzuli kapcsolatok néhány általános szabálya
A két ország közötti diplomáciai kapcsolatok ellenkező megállapodás híján magukba foglalják a konzuli kapcsolatokat is. A fővárosokban létrehozott nagykövetségeken kívül létesített konzuli állomáshelyeket konzulátusoknak, konzuli képviseleteknek nevezik.
A fogadó állam területének azt a részét, amelyre a konzuli képviselet tevékenysége kiterjed, konzuli kerületnek nevezzük. Az egyes konzuli kerületek közötti területi elhatárolást a küldő állam határozza meg.
Elméletileg négy osztályba sorolhatják a konzuli képviseleteket: főkonzulátusok, konzulátusok, alkonzulátusok, konzuli ügynökségek. Vezetőik értelemszerűen a főkonzulok, konzulok, alkonzulok és konzuli ügynökök. A gyakorlatban leginkább a főkonzuli és konzuli rangokat alkalmazzák. A konzuli beosztottak elnevezései lehetnek helyettes konzulok, konzuli attasék, konzuli segédattasék (esetleges diplomáciai rangjuk mellett).
Az ugyanabban a városban működő, különböző államokat képviselő konzulátusok tagjait konzuli testületnek (hagyományos francia nevén corps consulaire) is nevezik a diplomáciai testület (corps diplomatique) mintájára. A konzuli testület tagjai egyes helyeken gépkocsijaikra megkülönböztető jelzést (CC=Corps Consulaire) helyezhetnek el.
A konzuli képviseletek vezetői közötti protokoll rangsort (azonos rang esetén) az az időpont határozza meg, amikor számukra a fogadó ország megadta a működési engedélyt, az exequaturt.
A konzuli képviseletek vezetőinek kinevezési rendje a küldő országokban eltérő lehet, de hagyományosan általában az államfőtől kapják meg kinevezési okiratukat, a konzuli pátenst (lettres de provision). A fogadó állam erre elfogadó nyilatkozattal, az exequaturral válaszol.
A konzulátusok személyzete három kategóriából áll:
- konzuli rangú beosztottak, konzuli tisztviselők (általában diplomáciai ranggal is);
- igazgatási és műszaki személyzet, adminisztrátor, rejtjelző, rendszergazda, pénztáros;
- kisegítő személyzet (gépkocsivezető, hivatalsegéd, portás).

A konzulátus vezetője és a konzuli beosztottak rendszerint a küldő állam állampolgárai. Az igazgatási és műszaki állomány, illetve a kisegítő személyzet tagjai azonban lehetnek a fogadó ország állampolgárai is.
Ha a fogadó állam úgy értékeli, hogy a területén működő konzuli képviselet vezetője, vagy a konzuli állomány tagja a fogadó állam számára nemkívánatos tevékenységet végez (például kémkedik), az illetőt bármikor „persona non grata”-nak, nemkívánatos személynek nyilváníthatja; ekkor a küldő államnak az illetőt vissza kell hívnia. A fogadó államnak ezt a lépését nem kell és nem is szokás hivatalosan indokolnia. Ha a visszahívás követelésének a küldő állam nem tenne eleget, akkor az illető kiváltságai és mentességei megszűnhetnek, és például bíróság elé állítható. Természetesen az alacsonyabb rangú személyek esetében is kérheti a fogadó állam bármely személy visszahívását vagy alkalmazásának megszüntetését.
A konzuli irattár és a konzuli helyiségek megőrzéséről a fogadó államnak akkor is gondoskodnia kell, ha a konzuli kapcsolatok a két ország között bármilyen okból megszakadnának.

## A konzuli képviselet kiváltságai és mentességei
A konzuli képviseletek a szokásjog, a két- és többoldalú szerződések alapján egy sor kiváltságban és mentességben részesülnek a fogadó országban. (Miután a konzuli képviseletek a 21. században szinte minden esetben a diplomáciai képviseletek részeként működnek, így a konzuli jogoknál szélesebb diplomáciai mentességek és kiváltságok is érvényesülnek rájuk.)
- Lobogó- és címerhasználat. A fogadó állam köteles ezt engedélyezni.
- A konzuli képviselet elhelyezése. Megfelelő bérleményt vagy megvásárolható épületet kell biztosítani a képviseletnek.
- A képviselet helyiségei sérthetetlenek. A fogadó ország hivatalos szervei nem léphetnek be a képviselet területére, csak ha meghívást kaptak, és ott kényszerintézkedést nem foganatosíthatnak. Emellett kötelesek meg is védeni a képviseletet külső támadásoktól.
- Az épület, helyiség kisajátításának, igénybevételének tilalma.
- Adó- és illetékmentesség, vámmentesség.
- A konzuli irattár és a hivatalos okmányok sérthetetlensége.
- A konzuli képviselet tagjainak szabad mozgását, érintkezését a küldő állam honosaival (például azok letartóztatása esetén is) a fogadó államnak biztosítani kell.
- A fogadó állam köteles értesíteni a konzulátust:
  - A küldő állam polgárának letartóztatásáról;
  - A küldő állam polgárának haláláról;
  - A fogadó államban megnyílt olyan hagyatékról, amiben a küldő állam polgára érdekeltté vált;
  - Ha a küldő állam polgára tekintetében gyám vagy gondnok kirendelésére van szükség;
  - Ha a küldő állam hajóját vagy repülőgépét szerencsétlenség éri.[17]